# Ángela Jiménez
Ángela Jiménez, alias Teniente Ángel (Jalapa del Marqués 1886 -?) fue una soldadera, abanderada, experta en explosivos, espía y a veces cocinera.[cita requerida] Salió del estado de Oaxaca y luchó en el centro y norte del país con los villistas y zapatistas durante la Revolución mexicana.

## Biografía
Jiménez era hija de madre zapoteca y de un español. Algunas fuentes indican que tuvo un cargo político en Tehuantepec, otras indican que era su padre quien ostentaba este cargo.
En 1911, soldados federales catearon su casa en busca de rebeldes y trataron de violar a su hermana, quien con una pistola primero mató al soldado y luego se disparó a sí misma. Después de presenciar esto, Ángela Jiménez juró matar federales, se vistió de hombre y se hizo llamar Ángel.
Se unió a la Revolución Mexicana  junto con su padre y llegó a tener el cargo de teniente a pesar de que sus compañeros sabían que era mujer.
Herida de bala, salió del ejército, emigró a Texas y luego a California, donde fue una de las fundadoras de la organización Veteranos de la Revolución  de 1910 - 1920 en California. Defensora de los derechos de los chicanos en Estados Unidos.
Se cree que su vida revolucionaria fue el modelo utilizado por Elena Poniatowska para dibujar el personaje de Jesusa Palancares en Hasta no verte, Jesús mío. Murió en 1990.[cita requerida]